# Кокарал (Мактааральський район)
Кокара́л (каз. Көкарал) — село у складі Мактааральського району Туркестанської області Казахстану. Входить до складу Мактааральського сільського округу.
У радянські часи село називалось Перше Мая.
Населення — 1404 особи (2021; 1290 у 2009, 1235 у 1999, 989 у 1989).